# Budziarze
Budziarze is een plaats in het Poolse district  Biłgorajski, woiwodschap Lublin. De plaats maakt deel uit van de gemeente Biszcza en telt 46 inwoners.